# كريس لويل
كريس لويل (بالإنجليزية: Chris Lowell)‏ هو مغني ومخرج وكاتب سيناريو وممثل أمريكي، ولد في 17 أكتوبر 1984 بأتلانتا في الولايات المتحدة. بدأ مشواره المهني سنة 2004.

## أعمال

### أفلام
- (2009) فوق في الجو[4][5]
- (2011) المساعدة[6][7][8]
- (2014) فيرونيكا مارس

### مسلسلات
- فيرونيكا مارس

## وصلات خارجية
- كريس لويل على موقع IMDb (الإنجليزية)
- كريس لويل على موقع روتن توميتوز (الإنجليزية)
- كريس لويل على موقع ألو سيني (الفرنسية)
- كريس لويل على موقع أول موفي (الإنجليزية)
- كريس لويل على موقع قاعدة بيانات الأفلام السويدية (السويدية)
- كريس لويل على موقع إن إن دي بي (الإنجليزية)
- كريس لويل على موقع قاعدة بيانات الفيلم (الإنجليزية)
- كريس لويل على موقع كينوبويسك (الروسية)